# کتاب تبتی مردگان

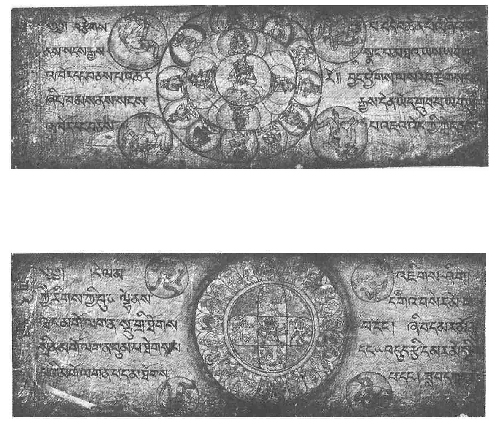
دست‌نوشته کتاب مردگان تبت.

کتاب تَبَّتی مُردگان که عنوان اصلی آن «رهایی در وضعیت برزخی از راه گوش کردن» یا به تبتی «باردو تودول» (انگلیسی: Bardo Thodol) (باردو=برزخ، تودول=نجات) است معروف‌ترین کتاب در ادبیات کهن بودایی تبتی (ادبیات نیینگما) به‌شمار می‌آید. گردآورده آن کارما لینگپا است.
اعتقاد بر آن است که این کتاب اثر پادما سامباوا (به معنای زاده شده از نیلوفر) در قرن هشتم میلادی است. این کتاب راهنمایی برای مردگان در وضعیت بین مرگ و زندگی بعدی به‌شمار می‌رود. پادما سامباوا در زمرهٔ اولین کسانی است که بودیسم را به تبت آورد. هنگامی که شخصی در وضعیت مرگ قرار می‌گرفت «باردو تودول» را به عنوان راهنما با صدای بلند بر مرده می‌خواندند تا شخص مرده به آگاهی دست پیدا کند و از چرخه متوالی تولد و مرگ رهایی یابد.
بوداییان تبت را گمان بر آن است که جدا شدن آگاهی از بدن، به هنگام مرگ، چهار روز به درازا می‌کشد؛ ولی یک روحانی بودایی که جداکننده آگاهی شناخته می‌شود، می‌تواند به این فرایند کمک کند. روحانی مذکور روی حصیری بر بالین محتضر می‌نشیند و شعور را به خارج شدن از بدن راهنمایی می‌کند. او نیز مانند کاهن، راهنمای مردگان به عالم آخرت است، او سرود می‌خواند، دعا می‌کند و برای این که در سفر شعور به جهانی دیگر همراه او باشد، به حالت خلسه فرومی‌رود. روحانی یاد شده در میان بوی بخورها، روشنایی شمع‌ها، و طنین نافذ سرودهای راهبان، به تلقین آموزه‌هایی می‌پردازد که شعور را در روبه رو شدن با جهان مرگ کمک می‌کند. آموزه‌هایی که در گوش محتضر تلقین می‌شود و تعلیماتی که به وی ارائه می‌شود، گرفته شده از کتابی به نام «کتاب تبتی مردگان» است. بوداییان تبت، این متن را باردو تودول می‌نامند که می‌توان چنین ترجمه‌اش کرد: «رهایی در وضعیت برزخی از راه گوش کردن». این متن که فرقه‌های بوداییان تبت از حدود قرن هشتم آن را تهیه کرده و مورد استفاده قرار می‌دادند، به عنوان نقشه و کتابچه راهنمایی برای جهان پس از مرگ به کار می‌رفت. آنان بر این باور بودند که در تأملات خویش، مناطق شگرف آن جهان را کشف کرده بودند، ولی گمان می‌بردند که شعور، هنگام عبور از راه مرگ باشکوه و جلال و هیبت تام و تمام این جهان‌ها روبه‌رو می‌شود.
کتاب تبتی مردگان در ظاهر مربوط به لحظات مرگ و ساحت پس از مرگ است، اما درحقیقت در پی توضیح روش زندگی و چگونه زیستن است؛ زیرا معتقد است که انسان در ساحت مرگ درمی‌یابد که چگونه زندگی کرده و اگر به جهان بازگردد چگونه می‌بایست زندگی کند.
«کتاب تبتی مردگان» توسط مهران کندری به فارسی ترجمه شده‌است.